# Szeladon
A szeladon Ázsia egyes országaiban, legfőképpen Kína, Korea, Japán és Thaiföld területén népszerű mázas kőcserépedény. Az elnevezést az edényre és annak jellegzetes színére is használják, ami a szürkéstől a kékes színeken át a zöld különféle árnyalatáig terjed. A kőedényre magas vastartalmú agyagréteg kerül, ami égetéskor reakcióba lép a mázzal, így hozza létre a jellegzetes színt. Kínában különösen kedvelt módja a fazekasságnak, mivel a szeladonedények színe az értékes jádéra emlékeztet.

## Története
Az első szeladonedényeket a Han-dinasztia korában (i.e. 206 - i.sz. 220) készítették Kínában, a máz oliva vagy barnászöld színű volt. Leginkább Csöcsiang (Zhejiang), Kuangtung (Guangdong), Fucsien (Fujian) és Csianghszi (Jiangxi) tartományokban jeleskedtek a fazekasok a szeladonkészítés terén és innen terjedt át más ázsiai országokba is a készítési módszer. 
A Korjo-dinasztia (918–1392) korából származó koreai szeladonedények leginkább dinnye vagy tök formájúak voltak, berakásos díszítéssel, amit a máz alá vittek fel karcolva, a Csoszon-korban pedig nyomásos technikával.
Japánban a Kamakura-korban (1192–1333) kezdték el a kínai és koreai szeladonedények másolását.
Ma már tömegesen gyártják a szeladonedényeket otthoni használatra.

## Galéria

12. századi szeladonváza Koreából, a 68. nemzeti kincs
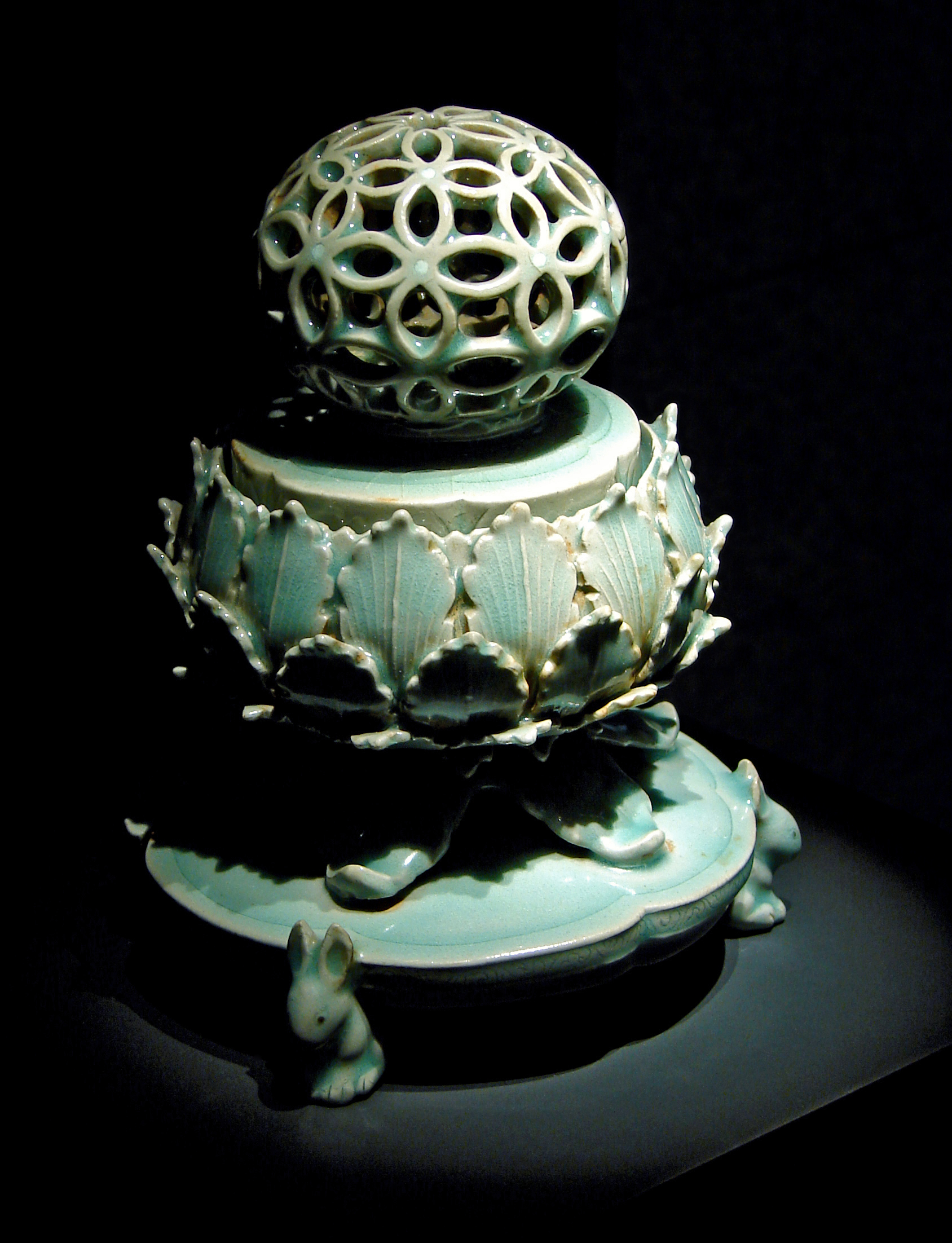
Koreai szeladon tömjéntartó, a 95. nemzeti kincs
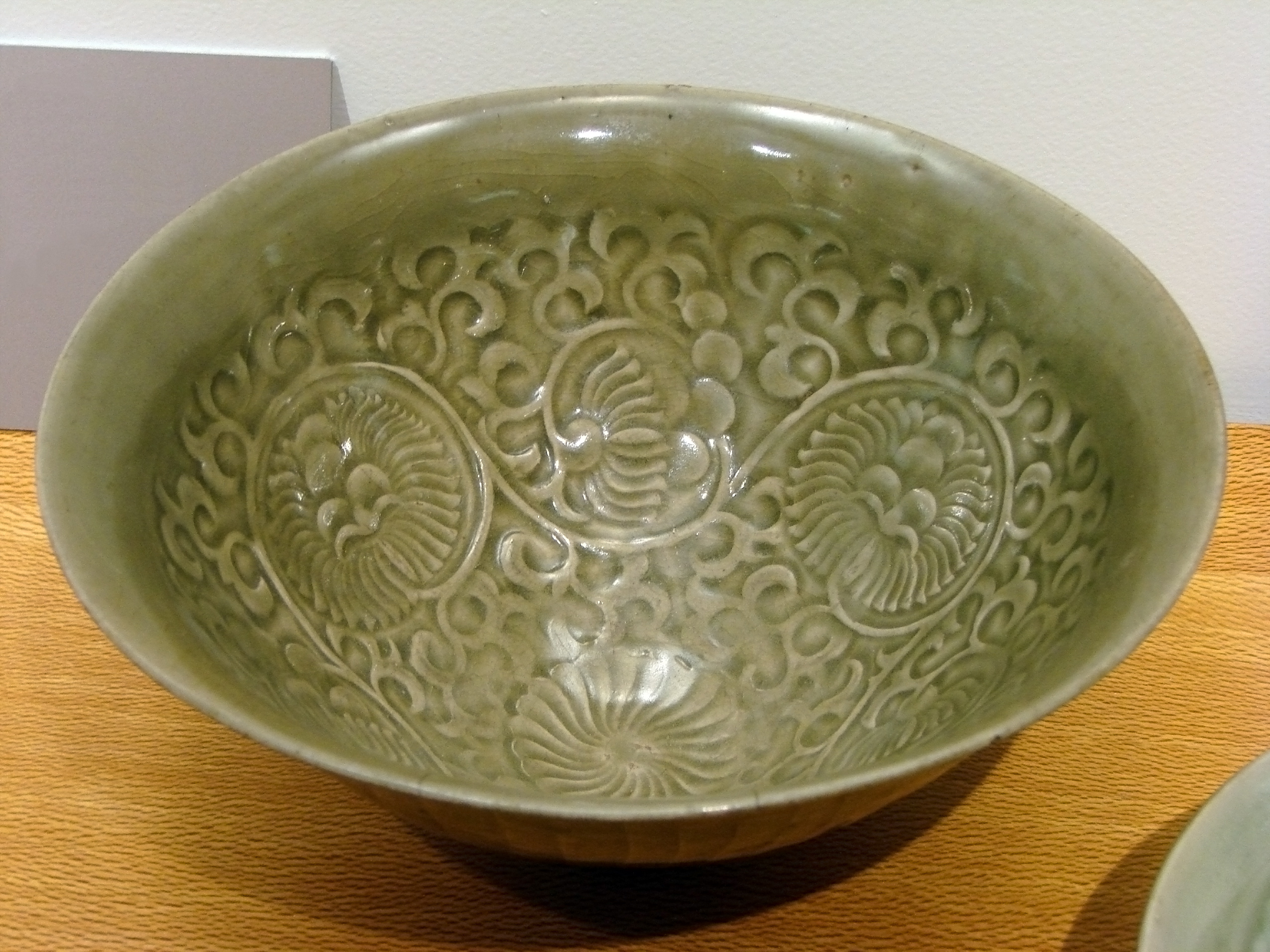
Szung-korabeli (Song-korabeli) kínai szeladonedény
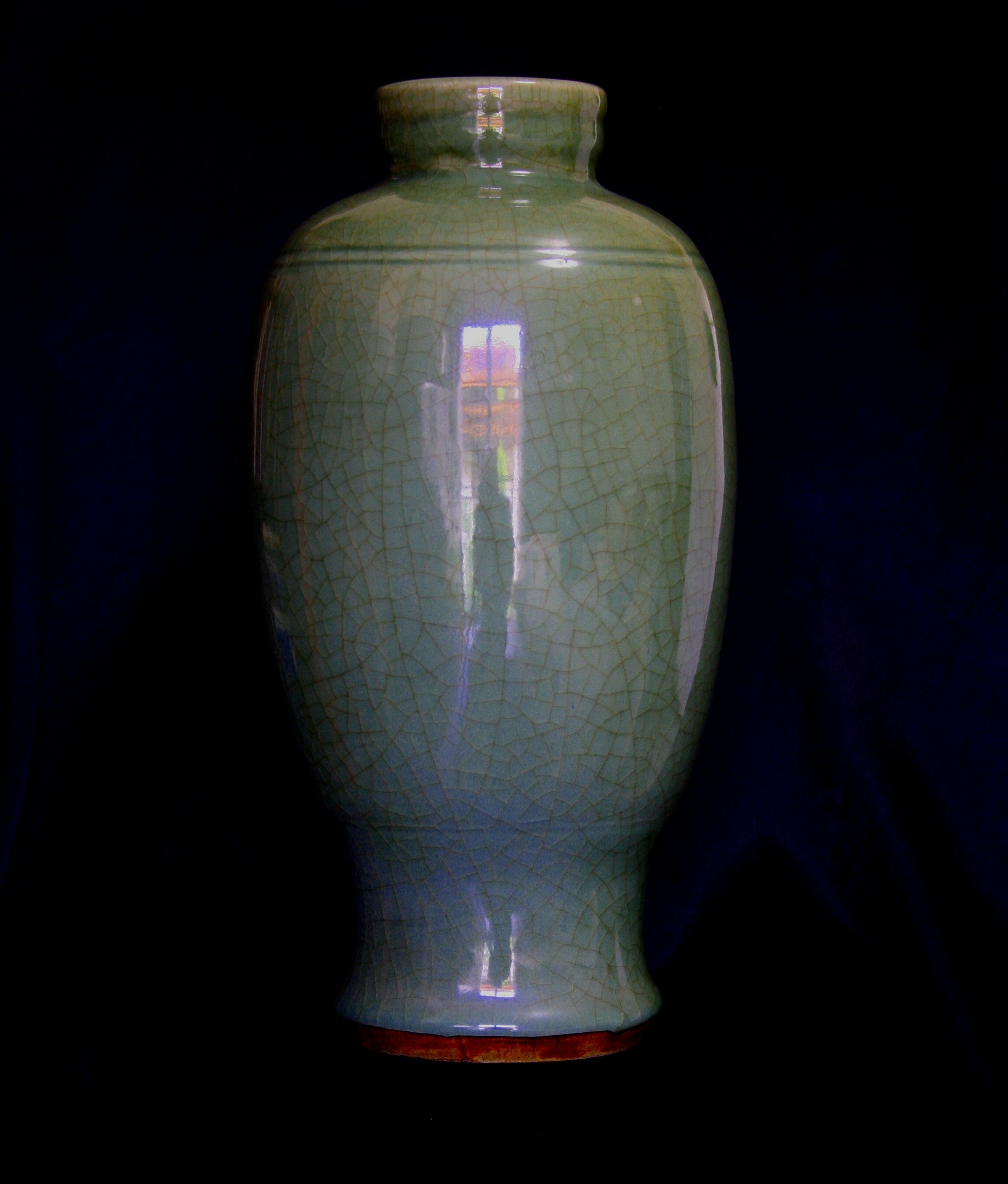
19. századi japán szeladonváza